# Le Gaulois (France)
Pour les articles homonymes, voir Gaulois et Le Gaulois.
Le Gaulois est un journal quotidien littéraire et politique français fondé le 5 juillet 1868 par Henry de Pène et Edmond Tarbé des Sablons. Devenu la propriété du patron de presse Arthur Meyer, il est publié jusqu’en 1929 avant d’être fusionné avec Le Figaro, appartenant au milliardaire François Coty.

## Histoire du support
Le Gaulois, qui se voulait indépendant, va s’avérer être l’un des plus grands succès de ventes de son époque. Très critique vis-à-vis de ses concurrents qui se contentaient uniquement de sources officielles, Le Gaulois était sans aucun doute l’un des journaux les mieux informés de l’époque. Mondain et railleur, le mélange de rouerie et de prudence qu’on y trouvait lui était tout particulier.
Monarchiste à ses débuts, bonapartiste et républicain par la suite, il fut frappé par la sévérité de la Commune (il est supprimé) mais reparaît rapidement à Versailles. Le Gaulois fut le premier journal à oser défendre ouvertement la cause de l’ancien Empereur, dès août 1871. Cette feuille s’inspirait beaucoup du Figaro, notamment dans sa formule. Il débauchait d’ailleurs parfois ses collaborateurs, sans pour autant atteindre la même audience. Toujours est-il que son tirage élevé le plaçait parmi les premiers rangs de la presse française.
Racheté en juillet 1879 par Arthur Meyer, le Gaulois prend alors un nouveau tournant conservateur et légitimiste. Anti-dreyfusard, il va devenir le journal de la bonne société et du grand monde, supplantant même par moments Le Figaro. Derrière ses aspects mondains et le ton assez terne de son contenu, il possédait une certaine puissance politique, étant lu par la noblesse et la haute bourgeoisie.
Il finit par être quelque peu dépassé par l’évolution de la presse après 1914 et voit son nombre de tirages revu à la baisse. Il est fusionné avec Le Figaro en mars 1929.

### Un journal bonapartiste et anti-républicain…
De sa création en juillet 1868 par Henry de Pène et Edmond Tarbé à son rachat par Arthur Meyer onze ans plus tard, Le Gaulois est souvent qualifié de « journal des informations du matin et moniteur de l’ancien esprit français ». De sensibilité monarchiste à l’origine, des personnalités comme Émile Zola y participent (il publia 59 articles avant 1870). Après la chute du Second Empire, le journal reste anti-républicain, mais devient plutôt bonapartiste. Il prend d’ailleurs la défense de Napoléon III et fait partie des 28 journaux protestataires, réprimés par la Commune en 1871. Son prix de vente est de 15 centimes et son siège parisien est au 12 de la rue de la Grange-Batelière.
Le 2 mars 1878, Edmond Tarbé, désormais le seul des deux créateurs encore à la tête du journal, puisque De Pène est passé à Paris-Journal en 1871, affirme : « Le Gaulois n’a jamais été un journal de parti, se contentant d’être un journal de conviction et d’espérances ». Émile Blavet est, un temps, rédacteur en chef.

### … puis légitimiste et conservateur
En juillet 1879, Tarbé vend Le Gaulois à une société que dirigeait Arthur Meyer qui le rallie à la cause légitimiste, les bonapartistes ayant pris un coup très grave avec la mort du prince impérial. Les bailleurs de fonds du quotidien, principalement la Banque parisienne, chassèrent très rapidement Meyer (en mars 1881) et en firent un organe républicain modéré, avec pour directeur Élie de Cyon et Jules Simon pour rédacteur en chef. Mais finalement, Meyer reprend la direction en juillet 1882, confie la rédaction à Henry de Pène et installe le siège du journal au 2 de la rue Drouot, à Paris.
Le Gaulois devient alors résolument conservateur. Toujours vendu 15 centimes — soit trois fois le prix d'un quotidien du soir comme Le Petit Parisien —, le « plus grand journal du matin », tel qu'il se qualifiait pompeusement, recrutait sa clientèle dans les milieux aisés et cultivés de Paris (où il se vendait au numéro) et de province (par abonnement). Globalement, son existence et ses tirages restaient très stables.
Pendant l’affaire Dreyfus, Le Gaulois, particulièrement anti-dreyfusard, récupère une partie du lectorat du Figaro. Meyer sut également regrouper la clientèle d’autres journaux royalistes qu’il racheta comme Paris-journal (juillet 1882), La Civilisation ou encore Le Clairon (mai 1884). Le Gaulois illustré, supplément dominical, est publié de mars 1880 à 1894.

### Le journal de la noblesse et de la haute-bourgeoisie
Grâce à la perspicacité de son directeur, à son sens aigu des goûts et des préjugés de sa clientèle, Le Gaulois devient vraiment le journal de la bonne société. On y trouvait une rédaction de haute qualité, composée de jeunes talents et d’académiciens. On remarquait une certaine pudeur dans les propos, car il était lu également par des femmes.
Les rubriques les plus importantes étaient assurément « la chronique mondaine », « l’écho de la vie des châteaux et des salons » et « le carnet du jour ».
Léon Daudet, qui a collaboré au Gaulois, a tracé, dans Fantômes et Vivants, ce portrait du responsable de la rubrique « mondanités » : « Pendant ma collaboration au Gaulois – dont la comédie perpétuelle m’enchantait – le « mondanitaire » en chef était le comte Fleury, fils d’un favori à la cour impériale, homme long, maigre, amer pareil à un casse-noix ébréché et privé de tout agrément. Il était non seulement recommandé, mais ordonné audit Fleury d’assister à la plupart des cérémonies qu’il narrait quotidiennement aux lecteurs du Gaulois. On le voyait correct et sinistre, la tête dressée, tenant son haut-de-forme au bout de son parapluie, dans tous les cortèges nuptiaux ou funèbres à la mode. Chaque jour, il saluait deux cents fois et serrait cent cinquante mains. Quelquefois convié aux dîners somptueux – tout au moins sur le papier – dont il célébrait la composition et les menus, il devait plus habituellement se contenter de la soirée, de cette invraisemblable soirée mondaine stéréotypée, où des messieurs chauves jouent au bridge, puis conversent, d’un air malicieux, avec de jeunes personnes à transparence de bougie de luxe, lesquelles font semblant de rire de leurs propos ; où de vieilles dames écroulées s’entretiennent de la dernière pièce issue d’Henri Lavedan et du dernier roman pondu par Marcel Prévost. Meyer exigeait de lui, comme de ses prédécesseurs, qu’il fût constamment en habit, à partir de sept heures du soir. Par la porte ouverte de son cabinet, on voyait l’infortuné, courbé en deux, alignant les bronzes et les sautoirs exposés à la noce de Untel, rappelant les hauts faits des ancêtres du nouveau marié, de la nouvelle mariée. (…) Parfois, un des admis aux « mondanités » apportait lui-même sa notice, avec le tableau de ses alliances et la nomenclature des cadeaux. Alors Fleury, tout pâle et courbé jusqu’à terre, relisait ces magnificences d’une voix nasillarde, extasiée, comme si c’était pour lui que s’ouvrait la cataracte d’encriers de vermeil et de sucriers de cristal taillé promis aux tête-à-tête des conjoints.(…) Un jour, il y eut un affreux scandale. Un typographe facétieux et spirituel – comme il n’en manque pas chez les Parigots– remplaça ce cadeau, un serpent qui se mord le dos, sujet en bronze et en argent, par cet autre : un sergent qui se mord le dos, sujet en bronze et en argent. Le numéro du Gaulois fit prime, à cause de cet incomparable coquille. Meyer en demeura sombre pendant tout un jour. Je ne sais s’il diminua à cette occasion les appointements de Fleury. »
Le Gaulois joua un rôle politiquement, notamment dans le ralliement des monarchistes à la cause boulangiste. Son aspect vieillot était aussi un gage de sa qualité.
En supplément, Le Gaulois du dimanche est publié à partir de juin 1897.

### La fin duGaulois
Au début du XXe siècle, le quotidien commença à décliner progressivement. Son nombre de tirages et de ventes baissa, surtout à cause de l’Action française, le nouveau journal en vogue du moment. Comme les autres journaux monarchistes, il dut aligner ses positions sur ce nouvel organe de presse. En 1904, il est déjà question d’une fusion entre Le Gaulois et Le Figaro.
La Première Guerre mondiale n’eut pas de conséquences sur son activité. Lors de la conférence de paix de Paris, comme d'autres journaux de droite, il soutient le président du Conseil Clemenceau, espérant mettre à bas l'Allemagne pour de bon.
L’un de ses derniers coups d’éclat fut la création d’une chronique hebdomadaire sur le cinéma, ce qui ne s’était jamais fait.
Dans les années 1920, il continue sa carrière de journal de grande qualité à faible tirage. Il coûtait beaucoup plus cher que ses confrères, atteignant jusqu’à 70 centimes en 1928 (les autres coûtaient deux à trois fois moins cher). À la mort de Meyer en 1924, René Lara devient directeur et Lucien Corpechot le rédacteur en chef. Le journal reste égal à lui-même.
Finalement, le milliardaire François Coty, entré depuis peu dans le monde de la presse, le rachète et le fusionne avec Le Figaro. En 1926, comme exemple de transfuge, Maurice Feuillet y exporte le supplément hebdomadaire consacré aux arts qu'il avait créé en 1923, renommé Le Gaulois artistique.
Le 30 mars 1929 marque la fin du quotidien, après plus de soixante ans d’existence.

## Tirages et collaborateurs
- 1869 : 13 000 exemplaires quotidiens
- 1880 : 14 800 exemplaires quotidiens
- 1885-1910 : entre 20 000 et 30 000 exemplaires quotidiens
- 1910 : 30 000 exemplaires quotidiens
- 1912 : 20 000 exemplaires quotidiens
- 1917 : 22 000 exemplaires quotidiens

Le Gaulois a compté parmi ses collaborateurs des écrivains de talent tels que Barbey d'Aurevilly, Joris-Karl Huysmans, Guy de Maupassant, Paul Bourget, Abel Bonnard, Octave Mirbeau, Raymond Roussel, Amélie Murat. Louis Teste et Henry Lapauze en ont été également les journalistes.